# The Legend of Zelda: Oracle of Seasons y Oracle of Ages
The Legend of Zelda: Oracle of Seasons y The Legend of Zelda: Oracle of Ages (en español: La Leyenda de Zelda: El Oráculo de las Estaciones y El Oráculo de los Tiempos), conocidos en Japón como Zelda no Densetsu: Fushigi no Ki no Mi Daichi no Shō (ゼルダの伝説 ふしぎの木の実 大地の章 Zeruda no Densetsu Fushigi no Ki no Mi Daichi no Shō?, lit. «La Leyenda de Zelda: La Semilla Misteriosa: Capítulo de la Tierra») y Zelda no Densetsu: Fushigi no Ki no Mi Jikū no Shō (ゼルダの伝説 ふしぎの木の実 時空の章 Zeruda no Densetsu Fushigi no Ki no Mi Jikū no Shō?, lit. La Leyenda de Zelda: La Semilla Misteriosa: Capítulo del Tiempo y el Espacio»), son dos juegos de acción-aventura desarrollados por Flagship y publicados por Nintendo, así como los títulos séptimo y octavo de la serie de videojuegos The Legend of Zelda. Fueron lanzados el 27 de febrero de 2001 en Japón; el 13 de mayo de 2001 en Norteamérica; y el 5 de octubre de 2001 en Europa y Australia para la videoconsola portátil Nintendo Game Boy Color. Oracle of Seasons y Ages recibieron una gran aceptación por parte de la crítica y fueron un éxito comercial, vendiendo cerca de cuatro millones de copias cada uno.
Tras la experiencia ganada al hacer compatible el juego original The Legend of Zelda para Game Boy Color, el equipo de Flagship, liderado por Yoshiki Okamoto, empezó a desarrollar tres Zelda interconectados que pudieran jugarse en cualquier orden. La complejidad de este sistema llevó al equipo a cancelar un juego; los dos restantes fueron adaptados a Oracle of Seasons y Oracle of Ages. Los dos juegos, lanzados simultáneamente, interactúan a través del Cable Link y un sistema de códigos. El juego presenta una paleta de color más brillante cuando se juega en una Nintendo Game Boy Advance para contrarrestar la oscuridad de la pantalla y también dispone de una tienda especial.
En Seasons, la Trifuerza teletransporta a Link a la tierra de Holodrum, donde presencia como Onox secuestra a Din, el «Oráculo de las Estaciones». En Ages, la Trifuerza lleva a Link a la tierra de Labrynna, donde Nayru es secuestrada por Veran. El argumento principal se revela una vez que el jugador completa ambos juegos. El jugador controla a Link desde una perspectiva arriba-abajo, usando los controles básicos idénticos a los empleados en The Legend of Zelda: Link's Awakening para Game Boy. Link está armado con una espada y un escudo, así como una amplia variedad de armas secundarias y objetos para luchar contra enemigos y resolver rompecabezas. El objeto central de cada uno de los dos juegos es el «Cetro de las Estaciones», que permite manipular las estaciones de Holodrum, y el «Arpa de los Tiempos», que permite a Link viajar a través del tiempo en Labrynna. Link deberá reunir las ocho «Esencias de la Naturaleza» y las ocho «Esencias del Tiempo», escondidas en varias mazmorras y custodiadas por jefes, para obtener el poder para penetrar en el Castillo de Onox en Seasons y la Torre de Veran en Ages.

## Argumento

### Oracle of Seasons

La Trifuerza, elemento representativo de la serie, transporta a Link a Holodrum, Labrynna en Seasons y Ages respectivamente, al inicio de la historia.

Seasons empieza cuando Link siente la llamada de la Trifuerza, que se encuentra en el interior del Castillo de Hyrule. Link se acerca y es teletransportado a un bosque oscuro donde se encuentra a un grupo de viajeros liderados por una bailarina llamada Din. Tras darle ésta la bienvenida a Holodrum, el cielo se cubre de nubes oscuras. Una voz desde las nubes se dirige a Din como el «Oráculo de las Estaciones» y se presenta como Onox, General de la Oscuridad. Seguidamente, un remolino absorbe a Din y la transporta a las alturas; el resto fueron empujados al suelo. Tras disiparse las nubes, las estaciones de Holodrum empiezan a cambiar rápidamente.
El aya de Din, Impa, le cuenta a Link que se dirigían a Hyrule y le aconseja visitar al Árbol Maku en la villa de Horon, la capital de Holodrum. Link encuentra una espada en una cueva y se dirige al árbol. El Árbol Maku le dice a Link que necesita las ocho «Esencias de la Naturaleza» y a continuación le entrega la «Llave Nudosa», que abre la mazmorra que contiene la primera Esencia. Link deberá conseguir las ocho Esencias, ocultas en ocho mazmorras por todo Holodrum y Subrosia, un mundo subterráneo, para entregárselas al Árbol Maku. El árbol las usará para crear una «Gran Semilla Maku», una semilla sagrada que purifica el mal, permitiéndole entrar en el castillo de Onox. Link entra en el castillo y vence a Onox. Rescata a Din, que le cuenta que ahora es un verdadero héroe y deberá vencer un nuevo reto pronto. Las gemelas Birova, observando la situación desde la lejanía, sostienen que la «Llama de la Destrucción» ha recuperado su poder gracias al problemático Onox, quien la ha reforjado.

### Oracle of Ages
Como en Seasons, la Trifuerza llama a Link. Link es transportado a un bosque en la tierra de Labrynna, donde escucha unos gritos. En un claro del bosque, encuentra a una mujer rodeada de monstruos. Cuando los monstruos ven a Link, se dispersan en todas direcciones. La mujer es la aya de la Princesa Zelda, Impa, que le pide ayuda para buscar a una cantante. Tras andar un trecho por el bosque, encuentran a una joven con pelo azul cantando sobre el tocón de un árbol. Su nombre es Nayru. De repente, una sombra surge del interior de Impa y se presenta como Veran, Hechicera de las Sombras. Veran se introduce en el cuerpo de Nayru y la posee. Más adelante se revela que Nayru es el «Oráculo de los tiempos»; su secuestro provoca un trastorno en la transición del tiempo en Labrynna.
Link recibe una espada de Impa y comienza a recorrer la región hasta llegar donde el Árbol Maku en la Ciudad Lynna, la capital de Labrynna. El Árbol Maku desaparece a causa de las acciones de Veran, Link usa un agujero en el tiempo para viajar al pasado y salvarlo. El Árbol Maku le dice a Link que necesitará las ocho «Esencias del Tiempo» para vencer a Veran. A partir de esto, Link comienza la búsqueda de las Esencias, escondidas en ocho mazmorras por todo el pasado y presente de Labrynna. Tras reunir la sexta, se le informa a Link que tendrá una oportunidad de salvar a Nayru, consistente en invadir el Castillo de la Reina Ambi y eliminar el espíritu de Veran (el cual posee ahora a Nayru). Al hacer esto, Veran posee luego a la Reina Ambi. Link consigue las Esencias restantes y las lleva al Árbol Maku, quien las usa para crear la «Gran Semilla Maku» que permite a Link entrar en la «Torre Negra» de Veran. Link asciende a la torre y vence a la hechicera, tras lo cual rescata a la Reina Ambi. Al final, Nayru le cuenta que todo ha vuelto a la normalidad. Las gemelas Birova, observando la situación desde la lejanía, sostienen que Veran ha encendido la «Llama de la Agonía».

### Unión de finales
Al completar un juego aparece un código secreto. Si éste es introducido al empezar el otro en la segunda aventura Link contará con un contenedor de corazón adicional y objetos adicionales. Además, algunos personajes de la primera aventura aparecerán en este juego. Nuevos eventos serán desbloqueados y se podrá luchar con un jefe especial al final del juego.
Una vez completado el segundo, las gemelas Birova capturan a la Princesa Zelda, obligándola a encender la Llama de la Desesperación. Link entra en el transportador temporal del Árbol Maku y se enfrenta a las gemelas Birova, quienes estaban intentando usar las tres Llamas para revivir a Ganon, el principal antagonista de la franquicia Zelda. Finalmente Link logra vencer tanto a éstas como a un Ganon inconsciente, que acababa de ser resucitado de forma incompleta. En el proceso, libera a Zelda (cuyo sacrificio era imprescindible para que Ganon pudiera revivir en su integridad) y escapan del castillo en ruinas. Tras los créditos, Link se encuentra saludando a una multitud desde un barco que abandona una tierra con un castillo al fondo.

## Modo de juego

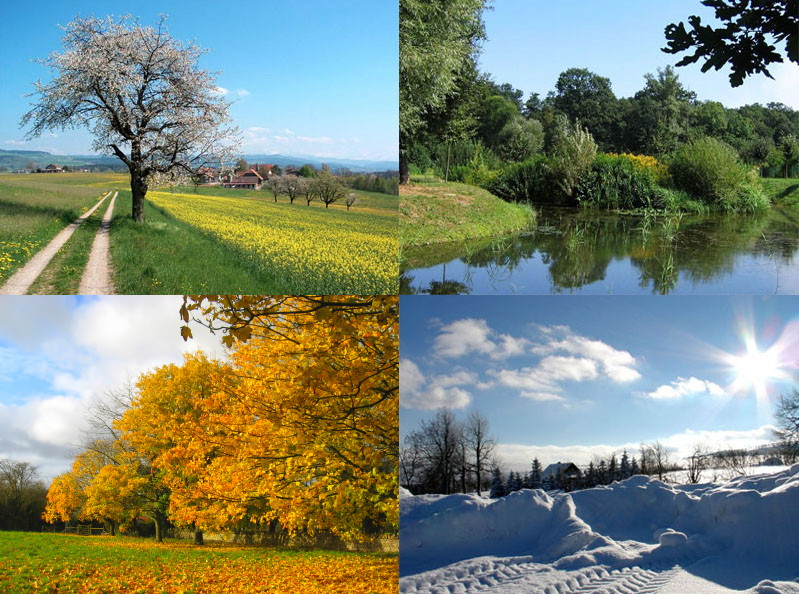
En Oracle of Seasons, el paisaje cambia con cada estación.

El modo de juego de Oracle of Seasons y Ages es parecido al de The Legend of Zelda: Link's Awakening, copiando los controles básicos, gráficos y sonidos del título para Game Boy. Como la mayoría de Zelda, la exploración y el combate tienen lugar desde una perspectiva arriba-abajo. Link usa una espada como ataque principal, complementado con armas secundarias y objetos. Los objetos básicos, como bombas y un bumerán, están presentes en ambos juegos. Algunos objetos nuevos sólo aparecen en uno de los dos juegos, pero cuentan con su correspondiente en el otro, con funciones similares (por ejemplo, tanto el tirachinas en Seasons y el lanzasemillas en Ages lanzan semillas, mientras que los guantes magnéticos en Seasons y el gancho largo en Ages se emplean para acceder áreas inalcanzables). A diferencia de otros Zelda, la espada y el escudo no están siempre equipados cuando el jugador los lleva; pueden ser asignados como el resto de objetos en las dos ranuras disponibles para tal efecto. La mayor parte del juego se centra en la búsqueda de las ocho Esencias («Esencias de la Naturaleza» en Seasons y «Esencias del Tiempo» en Ages), cada una oculta en una mazmorra; una gran área, normalmente bajo tierra, que contiene enemigos y rompecabezas. Cada mazmorra culmina con un jefe que guarda la Esencia.
Cuando no se encuentra en una mazmorra, Link se dedica a explorar el mapa. En Seasons, el mapa está formado por dos mundos: el de Holodrum y el mundo subterráneo de Subrosia. Ambos están unidos por varios portales. En Ages, Link viaja al Labrynna del presente y al pasado, conectado por agujeros temporales. En cada juego, algunas áreas de un mundo son sólo accesibles desde algunos portales del otro mundo y viceversa. En Holodrum, Subrosia y Labrynna se pueden encontrar objetivos secundarios para mejorar el equipamiento de Link. Uno de ellos es el coleccionismo de anillos; anillos que le proporcionan a Link varios extras y habilidades, como una defensa mejorada. Algunos se obtienen plantando semillas Gasha y otros no tienen usos prácticos, como por ejemplo aquellos que transforman a Link en una criatura enemiga o que son del todo inútiles, como los anillos secretos de Game Boy Advance. Otro objetivo secundario es el intercambio secuencial de objetos, en el cual Link recibe y entrega diversos objetos a varias personas por todo el mapa. Este tipo de objetivo aparece también en Link's Awakening. Una vez completado, Link recibirá una espada mejorada.
En ambos juegos hay varios objetos que pueden mejorarse. En las tres últimas mazmorras en ambos juegos habrá una versión más poderosa de un objeto recibido con anterioridad en el juego. Tanto el poder ofensivo de la espada y el defensivo del escudo pueden mejorarse dos veces mediante contraseñas y misiones secundarias. Si Link blande una espada mejorada con la salud al máximo, un rayo con forma de espada saldrá de la espada como si se tratara de una ataque a distancia, ataque especial que también aparece en Link's Awakening y Twilight Princess. El número de bombas y semillas misteriosas que se pueden llevar pueden ampliarse a lo largo del juego de la misma manera que se mejoran el escudo y la espada. La «Pluma de Roc» y el «Brazalete de Fuerza», dos objetos presentes en el juego, son casos especiales, debido a que el primero sólo puede mejorarse en Oracle of Seasons y el segundo en Oracle of Ages, a pesar de aparecer en ambos juegos.
El objeto crucial en la aventura de Oracle of Seasons es el «Cetro de las Estaciones». Si Link se sitúa encima del tocón de un árbol y mueve el cetro, puede cambiar la estación y afectar sus proximidades. Por ejemplo, para cruzar una zona con agua, Link puede cambiar la estación al invierno y caminar sobre el hielo. Si se cambia al verano, puede hacer florecer las parras para trepar a través de ellas y así escalar desniveles. Cuando Link obtiene el cetro, al principio no puede usarlo, pero a lo largo del juego, Link va visitando las cuatro torres que contienen los cuatro espíritus de las estaciones, lo cual le permite controlar una estación más en cada ocasión.
En Oracle of Ages el objeto principal es el «Arpa de los Tiempos», usada por Link para manipular el tiempo y viajar a través de él para ir al pasado o al presente. A lo largo del juego, Link aprende tres melodías para tocar en el arpa (en realidad tiene forma de lira). La primera activa los portales del tiempo situados en sitios fijos, la segunda le permite viajar del presente al pasado sin usar un portal y la tercera le permite intercambiar ambos períodos estando en cualquier localización del mapa. Cada vez que viajemos del presente al pasado y viceversa, el escenario se verá sustancialmente alterado, mostrando un aspecto más oscuro en el pasado.

### Interacción
Aunque los dos juegos presentan el mismo motor, Oracle of Ages se centra más en los rompecabezas, mientras que Oracle of Seasons lo hace en la acción. Cada título es un juego completo capaz de interactuar con el otro, mediante códigos o el Cable Link.
Una vez se completa uno de los juegos, los jugadores reciben una contraseña que puede usarse para jugar una versión alternativa del otro. En esta versión, algunos personajes mencionan códigos que pueden darse a otros personajes del otro juego a cambio de un objeto o mejora. Luego, al llevar el nuevo código al juego enlazado, el objeto o mejora puede transferirse. Los anillos pueden intercambiarse con este sistema de códigos o crearse aleatoriamente al conectar dos juegos con el Cable Link.
En la versión alternativa algunos puntos del argumento varían o se expanden a lo largo del juego para hacer de secuela. Además, presenta un final extendido en el cual las gemelas Birova raptan a Zelda y encienden la tercera «Llama de la Desesperación» para revivir a Ganon, el principal antagonista de la serie The Legend of Zelda. El jugador puede entrar en la guarida de las gemelas y luchar contra ellas y después contra Ganon, para acabar el juego. Tras completar el juego alternativo, aparece otro código que le da al jugador el «anillo de la victoria», que conmemora la derrota de Ganon.

## Desarrollo
| Director                                 | Hidemaro Fujibayashi                                                         |
| Diseño de los personajes                 | Yusuke Nakano                                                                |
| Programador ejecutivo                    | Toshihiko Honda                                                              |
| Programadores principales                | K. Shimitan Koji Yoshida Yoshiyuki Fujikawa Michiaki Nakano                  |
| Diseño gráfico                           | Akiko Ohnishi Shinya Kuwajima Asae Nishitsuji Koichi Kikutani Hiroaki Minobe |
| Composición del sonido                   | Pure Sound Inc.                                                              |
| Ilustrador                               | Kouichi Kotabe                                                               |
| Guionistas                               | Kensuke Tanabe Yoshiaki Koizumi                                              |
| Unidad de eliminación de fallos y testeo | Super Mario Club                                                             |
| Productores                              | Shigeru Miyamoto Yoshiki Okamoto                                             |
| Productores ejecutivos                   | Hiroshi Yamauchi                                                             |
| Agradecimientos especiales               | Takashi Tezuka Yoichi Yamada Yoshikazu Yamashita Takuji Hotta Kōji Kondō     |
| Referencias                              | [ 32 ] [ 33 ] [ 34 ] [ 35 ]                                                  |

Yoshiki Okamoto, el director de juegos de Capcom, trabajó con un equipo para crear un nuevo Zelda pero no se llegaba a un acuerdo sobre cómo debía llevarse a cabo su desarrollo. Okamoto quería hacer un remake del primer Zelda, The Legend of Zelda lanzado para la NES en Estados Unidos, para la Game Boy Color, usándolo como primer paso para crear luego «un juego más ambicioso» en caso de obtener éxito. Otros miembros del equipo preferían saltarse esta fase y crear un nuevo Zelda directamente. Cansado de que el equipo empleara dinero sin obtener resultado alguno, Okamoto contrató al director de Capcom, Yoshifumi Yamashita. También le pidió ayuda a Shigeru Miyamoto, el diseñador de juegos de Nintendo que creó la serie. Nintendo y Capcom empezaron a colaborar juntos en el ambicioso proyecto que consistía en la creación de seis Zelda para Game Boy Color: dos basados en juegos anteriores y cuatro de ellos totalmente nuevos.
El equipo de diseñadores inmediatamente se encontró con varios problemas. En primer lugar, Okamoto quería lanzar los juegos en una rápida sucesión, separando el lanzamiento de las secuelas solo por cuatro o cinco meses. Debido a que Nintendo no suele trabajar de esta forma y Miyamoto estaba ocupado con otros proyectos, el equipo pidió apoyo a Flagship, un estudio de diseño dirigido por Okamoto y fundado por Nintendo, Sega y Capcom, para desarrollar el mapeado de los juegos. Esto chocaba con la estrategia habitual de Miyamoto de crear el argumento del juego y los personajes antes de que el modo de juego inicial fuera diseñado. Usando este sistema, Flagship tuvo que rehacer tanto los escenarios como los mapas varias veces para que los elementos encajaran. Durante el proceso se percataron de que la pantalla de Game Boy Color es más estrecha que la de una televisión convencional, y por tanto los jugadores debían recurrir al scroll para ver la pantalla completa. Esto originó varias dificultades en el desarrollo del modo de juego, dado que hacía más difícil al jugador distinguir las pistas de las paredes (fisuras en las que hay que poner una bomba).
A pesar de estos problemas, la experiencia del equipo al llevar el juego original The Legend of Zelda para Game Boy Color les llevó a trabajar en una serie de tres juegos. Esta trilogía fue denominada como la «Saga de la Trifuerza», que recibía este nombre por la reliquia sagrada llamada Trifuerza, que es un elemento principal en muchos títulos de la serie Zelda. La Trifuerza se compone de tres partes: la Trifuerza del Poder, de la Sabiduría y del Valor; cada juego de la trilogía iba a estar asociado a cada una de las Trifuerzas.
El primer juego de la trilogía fue mostrado en 1999 en la feria de Nintendo SpaceWorld bajo el título provisional de The Legend of Zelda, The Acorn of the Mystery Tree: Tale of Power. Este juego de acción se centraba el rapto de la Princesa Zelda por parte de Ganon y el «Cetro de las Estaciones», que causa el caos en las estaciones de Hyrule; un claro precursor del argumento de Oracle of Seasons. En la demo jugable, Link resolvía rompecabezas usando el «Cetro de las Estaciones» para manipular el entorno y cambiar la estación actual. Los otros dos títulos no fueron mostrados y fueron llamados Tale of Wisdom  y Tale of Courage. Se centraban respectivamente en la resolución de rompecabezas basados en el color y en emplear las partes del día para resolver rompecabezas en una mecánica similar al uso de las estaciones, respectivamente. El título japonés de la serie se cambió más tarde a The Legend of Zelda: The Mysterious Acorn: Chapter of Power, Chapter of Wisdom y Chapter of Courage. En Estados Unidos los juegos se conocieron como The Legend of Zelda: Mystical Seed of Power, Mystical Seed of Wisdom y Mystical Seed of Courage.
Los juegos interactuaban entre sí: los jugadores podían empezar por cualquiera de los tres títulos y hacer que las acciones realizadas en el primer juego afectaran a la historia de los otros dos. Los desarrolladores consideraron usar un adaptador de teléfono móvil para transferir datos, pero más tarde apostaron por un sistema de códigos o contraseñas. Las limitaciones de este sistema y la dificultad de coordinar tres juegos a la vez resultaron ser muy complicadas, por ello el equipo restringió el trabajo a dos títulos tras una sugerencia hecha por Miyamoto. Condensar los juegos en un solo cartucho nunca se planteó, dado que la posibilidad de jugar múltiples finales y volver a completar los juegos en un orden distinto era muy atrayente y aumentaba la rejugabilidad. Oracle of Seasons (Capítulo de la Tierra en Japón) fue adaptado desde Mystical Seed of Power, Oracle of Ages (Capítulo del Tiempo y el Espacio en Japón) fue adaptado desde Mystical Seed of Wisdom. Sin embargo, Mystical Seed of Courage fue cancelado. La idea de efectuar los lanzamientos de ambos juegos de forma escalonada se descartó a favor de hacerlo simultáneamente. Esto facilitaba al equipo probar la interacción entre los juegos y mantener el estilo consistente. El sonido de los juegos fue compuesto por Pure Sound, Inc.
Estos cambios radicales en el diseño hicieron que la fecha de lanzamiento se acercara al lanzamiento de la Game Boy Advance (GBA), el siguiente sistema en la línea Game Boy que tiene retrocompatibilidad con los juegos de Game Boy Color. El equipo consideró añadir funcionalidades especiales al juego accesibles sólo cuando se jugaran en la GBA, pero temía que el desarrollo adicional necesario para esta mejora hiciera que el lanzamiento fuera después del de la consola. Cuando se pospuso el lanzamiento de la GBA, el equipo pudo incorporar la funcionalidad para la GBA y aún lanzar los juegos aproximadamente un mes antes de que la consola saliera a la venta. Dicha función adicional consistía en una paleta de color más brillante cuando se juega en una Nintendo Game Boy Advance para contrarrestar la oscuridad de la pantalla y una tienda especial en la que se venden anillos y semillas.

## Recepción
| Publicación                                                                  | Puntuación |
| ---------------------------------------------------------------------------- | --- |
| EGM                                                                          | 9.0/9.5/10 sobre 10 |
| GamePro                                                                      | 4 sobre 5 |
| GameSpot                                                                     | 9.2 sobre 10 |
| IGN                                                                          | 10 sobre 10 |
| Nintendo Power                                                               | 5 sobre 5 Seasons: Posición 34º en su lista de los 200 mejores juegos de Nintendo. Ages: Posición 39.ª en su lista de los 200 mejores juegos de Nintendo. |
| Game Rankings                                                                | Seasons: 91,5 sobre 100 (basado en 21 críticas) Ages: 91,89 sobre 100 (basado en 18 críticas)                                                             |
| Meristation                                                                  | 9 sobre 10 |
| Las puntuaciones son para ambos juegos a no ser que se indique lo contrario. | |

Oracle of Seasons y Ages recibieron una gran aceptación por parte de la crítica y fueron un éxito comercial, vendiendo 3,96 millones de copias cada uno. Las críticas fueron en general positivas: Chris Carle de IGN dijo que Seasons y Ages eran «los mejores juegos de Game Boy Color de la historia», y Craig Majaski de Gaming Age los calificó como «los dos mejores juegos para una videoconsola portátil». Según la revista Nintendo Power en su lista de los 200 mejores juegos fueron considerados como el 34º (Seasons) y 39.º (Ages) mejores juegos de Nintendo. Ambos juegos recibieron el puesto 57 en la lista de los 100 mejores juegos de Nintendo de todos los tiempos de parte de la revista oficial Nintendo. La interconexión fue vista como una de las características más notables de los títulos. La habilidad de jugar los juegos en sentido inverso una vez han sido completados aumenta el interés de volver a jugar el juego, así como el intercambio de códigos entre ambos juegos. Algunas fuentes afirman que «el diseño de niveles y rompecabezas de Ages es sencillamente sublime, de lo mejor que ha dado la saga en años», sin limitarse «a copiar los rompecabezas de las entregas anteriores».
Los revisores disfrutaron de los gráficos; GamePro denominó Seasons como «brillante y colorido» con animaciones «sorprendentemente expresivas y bien diseñadas», y Gaming Target dijo sobre Ages que es «bello y creativo», con una «meticulosa atención al detalle». Gaming Age consideró ambos juegos como «la cumbre de los gráficos de calidad en la consola Game Boy Color». Aunque ambos títulos comparten el mismo estilo de gráficos, Seasons se distingue por cambiar la paleta de color para reflejar la estación actual. IGN cree que los expresivos colores empleados para el cambio de estaciones hacen de Seasons el juego más impactante de los dos en cuanto a gráficos. Un usuario de Viciojuegos destaca la introducción del juego afirmando que «resulta impresionante que hayan conseguido hacer en una consola de 8 bits una intro que ya quisieran para sí la mayoría de juegos de 16 bits». No obstante, critica que los sprites y escenarios sean prácticamente idénticos a los de Link's Awakening DX, aunque en Meristation justifican esto diciendo que «hay nuevos elementos en el escenario así como personajes».
Las críticas sobre el sonido están en desacuerdo. Los revisores notaron que el sonido estaba empobrecido por la mala calidad de los altavoces de la Game Boy Color, aunque salía favorecido en comparación con otros juegos para esta consola. La selección de canciones fue alabada por complementar las canciones familiares de otros Zelda con nueva música. El tema de Zelda y el típico efecto de sonido que se escucha al resolver un rompecabezas fueron adiciones bien recibidas, pero el resto de efectos de sonido fueron criticados como simples «pitidos». Además, hay quien sostiene que se reutilizaron la mayor parte de melodías y efectos de sonido de Link's Awakening, lo cual «resulta francamente decepcionante».
Se recibió con entusiasmo la traducción de los textos de pantalla de ambos títulos al español, entre otros idiomas; siendo el primer Zelda para Game Boy en contar con esta característica.

### Citas
1. 1 2  «Now Playing». Nintendo Power (en inglés) 144: p. 117. mayo  de 2001.
2. 1 2  «Now Playing». Nintendo Power (en inglés) 145: p. 114. junio  de 2001.
3. 1 2 3 4 5  GameSpot (ed.). «The Legend of Zelda: Oracle of Seasons y Ages - Release Dates». Archivado desde el original el 20 de septiembre de 2009. Consultado el 15 de abril de 2009.
4. 1 2  Rob Parton (31 de marzo de 2004). «Xenogears vs. Tetris» (en inglés). RPGamer. Archivado desde el original el 12 de marzo de 2013. Consultado el 15 de abril de 2009.
5. 1 2  «News: March 25, 2004» (en inglés). The Magic Box. 25 de marzo de 2004. Archivado desde el original el 26 de noviembre de 2005. Consultado el 15 de abril de 2009.
6. 1 2  Pelland, págs. 120–121.
7. ↑  Manual de instrucciones de The Legend of Zelda: The Oracle of Seasons, págs. 4-5.
8. ↑  Tremende (Seasons), p. 5.
9. ↑  Tremende (Seasons), p. 12.
10. ↑  The Legend of Zelda: Oracle of Seasons. Din: !Los retos a los que te has enfrentado para reunir las «Esencias de la Naturaleza» te han hecho un verdadero héroe! Un nuevo reto deberá llamarte pronto, pero nosotras las oráculos siempre te hemos observado en secreto...
11. ↑  The Legend of Zelda: Oracle of Seasons. Birova: ¡Onox ha caído, pero el daño que ha hecho a esta tierra arderá de nuevo con la «Llama de la Destrucción»!
12. 1 2  Manual de instrucciones de The Legend of Zelda: The Oracle of Ages, págs. 4-5.
13. ↑  Tremende (Ages), p. 5.
14. ↑  Tremende (Ages), p. 12.
15. ↑  The Legend of Zelda: Oracle of Ages. Nayru: ¡Todo está bien en esta era! Puedes regresar sin preocuparte.
16. ↑  The Legend of Zelda: Oracle of Ages. Birova: ¡Atrás, Veran! ¡Los problemas que has causado han llenado la tierra de llantos de dolor! ¡De ahí ha nacido la «Llama de la Agonía», que brilla con fuerza!
17. ↑  «The Legend of Zelda oficial website - FAQ» (en inglés). Nintendo. Archivado desde el original el 7 de septiembre de 2009. Consultado el 2 de junio de 2009.
18. ↑  The Legend of Zelda: Oracle of Seasons/Oracle of Ages. Birova: ¡Te hemos encontrado, Princesa Zelda! ¿La esperanza de la gente? ¡La hemos apagado del todo! ¡Y debes encender la Llama de la Desesperación!
19. ↑  The Legend of Zelda: Oracle of Seasons/Oracle of Ages. Zelda: Debido a que no pudieron sacrificarme en su rito final, los poderes de la oscuridad sólo pudieron revivir a un Ganon sin sentido común y furioso.
20. 1 2 3  Shoemaker, Brad (4 de junio de 2001). «The Legend of Zelda: Oracle of Seasons review» (en inglés). GameSpot. Archivado desde el original el 17 de abril de 2009. Consultado el 15 de abril de 2009.
21. 1 2  Shoemaker, Brad (4 de junio de 2001). «The Legend of Zelda: Oracle of Ages review» (en inglés). GameSpot. Archivado desde el original el 17 de abril de 2009. Consultado el 15 de abril de 2009.
22. ↑  Tremende (Seasons), págs. 5–12.
23. ↑  Tremende (Ages), págs. 5–12.
24. ↑  Manual de instrucciones de The Legend of Zelda: The Oracle of Ages, pág. 28.; y Manual de instrucciones de The Legend of Zelda: The Oracle of Seasons, pág. 28.
25. ↑  Manual de instrucciones de The Legend of Zelda: The Oracle of Seasons, pág. 32.
26. 1 2  Tremende (Seasons), p. 6.
27. ↑  Manual de instrucciones de The Legend of Zelda: The Oracle of Ages, pág. 32.
28. 1 2 3 4  Pelland, p. 124.
29. ↑  Pelland, p. 120.
30. 1 2  Pelland, p. 128.
31. ↑  Pelland, p. 121.
32. ↑  Mobygames, ed. (2007). «Mobygames - The Legend of Zelda: The Legend of Zelda: The Oracle of Seaons - Credits» (en inglés). Consultado el 15 de abril de 2009.
33. ↑  Mobygames, ed. (2007). «Mobygames - The Legend of Zelda: The Legend of Zelda: The Oracle of Ages - Credits» (en inglés). Consultado el 15 de abril de 2009.
34. ↑  Zelda Informer, ed. (2007-2009). «Zelda Informer - The Legend of Zelda: The Oracle of Seasons - Credits» (en inglés). Archivado desde el original el 27 de junio de 2009. Consultado el 15 de abril de 2009.
35. ↑  Zelda Informer, ed. (2007-2009). «Zelda Informer - The Legend of Zelda: The Oracle of Ages - Credits» (en inglés). Archivado desde el original el 27 de junio de 2009. Consultado el 15 de abril de 2009.
36. 1 2 3 4 5 6 7 8 9  «The Legend of Zelda: Oracle of Seasons Interview» (en inglés). Nintendo. 2001. Archivado desde el original el 11 de marzo de 2005. Consultado el 15 de abril de 2009.
37. ↑  «Six Times Zelda» (en inglés). IGN. 28 de julio de 1999. Consultado el 15 de abril de 2009.
38. ↑  «Flagship (JP)» (en inglés). Archivado desde el original el 2 de febrero de 2009. Consultado el 15 de abril de 2009.
39. 1 2  «Miyamoto Speaks on Zelda GBC» (en inglés). IGN. 23 de agosto de 1999. Consultado el 15 de abril de 2009.
40. 1 2 3 4  «The Legend of Zelda: The Third Oracle profile» (en inglés). IGN. Archivado desde el original el 29 de agosto de 2007. Consultado el 15 de abril de 2009.
41. 1 2 3  «Okamoto on Zelda» (en inglés). IGN. 16 de noviembre de 1999. Consultado el 15 de abril de 2009.
42. 1 2  «Hands-on Zelda» (en inglés). IGN. 27 de agosto de 1999. Consultado el 15 de abril de 2009.
43. ↑  «Official US Names for Tri-Force series» (en inglés). IGN. 13 de mayo de 2000. Consultado el 15 de abril de 2009.
44. ↑  IGN, ed. (13 de enero de 2000). «Zelda Every Six Weeks» (en inglés). Consultado el 15 de abril de 2009.
45. ↑  IGN, ed. (24 de julio de 2000). «Zelda's Tri-Force Down To Two» (en inglés). Consultado el 15 de abril de 2009.
46. ↑  MobyGames (ed.). «The Legend of Zelda: Oracle of Ages» (en inglés). Consultado el 15 de abril de 2009.
47. ↑  Johnson, Chris; John Ricciardi, and Mark MacDonald (agosto  de 2001). «Oracle of Seasons and Oracle of Ages review». Electronic Gaming Monthly (en inglés) 145: p. 113.
48. 1 2 3  Uncle Dust (22 de mayo de 2001). «Review: The Legend of Zelda: Oracle of Seasons» (en inglés). GamePro. Archivado desde el original el 27 de junio de 2009. Consultado el 15 de abril de 2009.
49. 1 2  Four-Eyed Dragon (22 de mayo de 2001). «Review: The Legend of Zelda: Oracle of Ages» (en inglés). GamePro. Archivado desde el original el 27 de junio de 2009. Consultado el 15 de abril de 2009.
50. 1 2 3  Carle, Chris (14 de mayo de 2001). «Legend of Zelda: Oracle of Seasons review» (en inglés). IGN. Consultado el 15 de abril de 2009.
51. ↑  Carle, Chris (14 de mayo de 2001). «Legend of Zelda: Oracle of Ages  review» (en inglés). IGN. Consultado el 15 de abril de 2009.
52. ↑  «The Legend of Zelda: Oracle of Seasons Reviews» (en inglés). gamerankings.com. Consultado el 15 de abril de 2009.
53. ↑  «The Legend of Zelda: Oracle of Ages Reviews» (en inglés). gamerankings.com. Consultado el 15 de abril de 2009.
54. 1 2 3  Moreno, Alonso (9 de octubre de 2001).  Meristation, ed. «The Legend of Zelda: Oracle of Ages - El flujo del tiempo se ha visto alterado». p. 1. Archivado desde el original el 10 de julio de 2009. Consultado el 1 de julio de 2009.
55. 1 2 3  Majaski, Craig. «Legend of Zelda: Oracle of Seasons review» (en inglés). Gaming Age. Archivado desde el original el 23 de febrero de 2011. Consultado el 15 de abril de 2009.
56. ↑  «NP Top 200». Nintendo Power (en inglés) 200: pp. 58-66. Febrero  de 2006.
57. ↑  «60-41 ONM» (en inglés). Official Nintendo Magazine. Archivado desde el original el 25 de febrero de 2009. Consultado el 15 de abril de 2009.
58. 1 2  Steph, Kevin (5 de julio de 2001). «The Legend of Zelda: Oracle of Ages review» (en inglés). Gaming Target. Consultado el 15 de abril de 2009.
59. 1 2  Noad, Derek (13 de junio de 2001). «The Legend of Zelda: Oracle of Seasons review» (en inglés). Gaming Target. Consultado el 15 de abril de 2009.
60. ↑  Lewis, Zachary. «The Legend Of Zelda: Oracle Of Seasons - Review» (en inglés). RPGamer. Archivado desde el original el 30 de septiembre de 2007. Consultado el 15 de abril de 2009.
61. ↑  Silverwolf X. «The Legend of Zelda: Oracle of Seasons review» (en inglés). RPGFan. Archivado desde el original el 19 de mayo de 2007. Consultado el 15 de abril de 2009.
62. ↑  Silverwolf X. «The Legend of Zelda: Oracle of Ages review» (en inglés). RPGFan. Archivado desde el original el 14 de diciembre de 2011. Consultado el 15 de abril de 2009.